# Пинд
Пинд (греч. Πίνδος) — горы на западе Балканского полуострова, в северной части Греции и в Албании (северные предгорья). Самая крупная горная система Греции. Протягиваются от долины реки Деволи на территории Албании до Коринфского залива с северо-запада на юго-восток на расстояние около 200 км. Разделяют территории периферий Фессалия и Эпир.

## Этимология
В древности имя «Пинд» носил один из городов дорического тетраполиса, через который протекала одноимённая река. В Средние века до создания современной Греции горный массив, значительный по площади, а в другое время для отдельной горы или группы гор в этом массиве назывался Мецово (гора медведей), которое сегодня стало названием одноимённого села.
С созданием Греческого королевство начался процесс смены топонимов, в том числе и Пинда.
От названия горного массива происходит этнофолизм «пиндос».

## Физико-географические характеристики
Пинд — это своего рода продолжение на южной оконечности Балканского полуострова Динарских гор через Албанские горы.
Пинд делится на Северный Пинд и Южный Пинд. Северный Пинд на греческой территории тянется от гор Граммос на греко-албанской границе до Мецовона, включает высочайшую вершину Пинда — гору Змоликас высотой 2637 м над уровнем моря, вторую по высоте вершину Греции после Олимпа, и гору Василица (2248 м). Горы Граммос и Змоликас образуют глубокую долину реки Сарандапорос, притока Аооса. Южный Пинд простирается от гор Лакмос или Перистери (2294 м) и состоит из нескольких хребтов, разделённых глубокими речными долинами. Южный Пинд включает горы Дзумерка или Какардица (2429 м), Аграфа или Карава (2184 м) и Валтос (1852 м). Продолжением Пинда являются на западе горы Тимфи или Гамила (2480 м), Мавровуни или Фленга (2156 м), на востоке — Мицикели, Керкетион или Козиакас, на юге — Акарнаника и Тимфристос или Велухи.
Пинд сложен преимущественно известняками, сланцами, песчаниками и флишем. Развит карст. Пинд служит водоразделом южной части Балканского полуострова между бассейнами Эгейского и Ионического морей, от Охридского озера к югу. Южную часть Пинда занимает горная область Кравара.
На склонах Пинда — субтропические (средиземноморские) кустарники, смешанные и хвойные леса. Национальные парки: Пинд и Викос-Аоос.

## Этнокультура
В древнегреческой культуре Пинд считался местом пребывания Аполлона и муз. Поскольку эти божества покровительствовали искусствам и в особенности поэзии, то в поэтическом языке Пинд был символом поэтического искусства. Эта традиция перешла из древнегреческой поэзии в древнеримскую литературу и в европейские литературы Средних веков и Нового времени.
Первая женщина-историк Анна Комнина отмечала, что в горах Великой Влахии, то есть в нынешних Пиндах, не было силы, способной покорить волохи.
Во времена Османской империи гора была центром арматолов, клефтов, войнуков, дербентов и всяких других гайдутов. На практике османская власть осуществлялась на этой территории опосредованно, примером чего являются регионы Аграфа и Сули.
Во время Второй мировой войны в горах было создано независимое Пиндское княжество. Во время гражданской войны в Греции гора была бастионом ЭЛАС, а последняя битва при Грамосе в гражданской войне закончилась 29 августа 1949 года.